# Stazione di Pescara San Marco
La stazione di Pescara San Marco è una fermata ferroviaria, posta sulla ferrovia Roma-Sulmona-Pescara, a servizio dell'omonimo quartiere della città di Pescara.

## Storia
La fermata di Pescara San Marco venne attivata il 27 novembre 2005.

## Movimento
La fermata è servita esclusivamente dai treni regionali che effettuano il servizio ordinario sulla linea, che la collegano a Sulmona, Avezzano, Stazione di Pescara Centrale e Teramo.
Al 2007, l'impianto risultava frequentato da un traffico giornaliero medio di 71 persone.